# Associazione per i diritti umani e la tolleranza onlus
L'Associazione per i diritti umani e la tolleranza onlus è un'associazione fondata nel 2004 da membri di Scientology.
L'associazione vuole promuovere la conoscenza dei diritti umani nel mondo. Tra i progetti promossi ci sono:
- UNITED For Africa, progetto umanitario esplicitamente sostenuto dalla Chiesa di Scientology[1]
- Gioventù per i diritti umani, con lo scopo di rendere noti ed insegnare ai giovani di tutto il mondo i diritti umani

Presidente dell'associazione è lo scientologist Franco Baragetti.
Al pari di altri gruppi legati a Scientology (CCDU Hubbard College of Administration ecc...) i critici ritengono che si tratti di un "gruppo di facciata" volto a «diffondere occultamente gli ideali religiosi di Scientology in ambiti laici in cui non sarebbero altrimenti ammessi, per reclutare nuovi seguaci e per diffondere un senso di legittimità».